# Pristimantis appendiculatus
Pristimantis appendiculatus é uma espécie de anfíbio  da família Craugastoridae. Pode ser encontrada na Colômbia e Equador. Os seus habitats naturais são: regiões subtropicais ou tropicais húmidas de alta altitude, rios e florestas secundárias altamente degradadas. Está ameaçada por perda de habitat.